# Essert-sous-Champvent
Pour les articles homonymes, voir Essert.
Essert-sous-Champvent est une localité et une ancienne commune suisse du canton de Vaud, située dans le district du Jura-Nord vaudois.

## Histoire

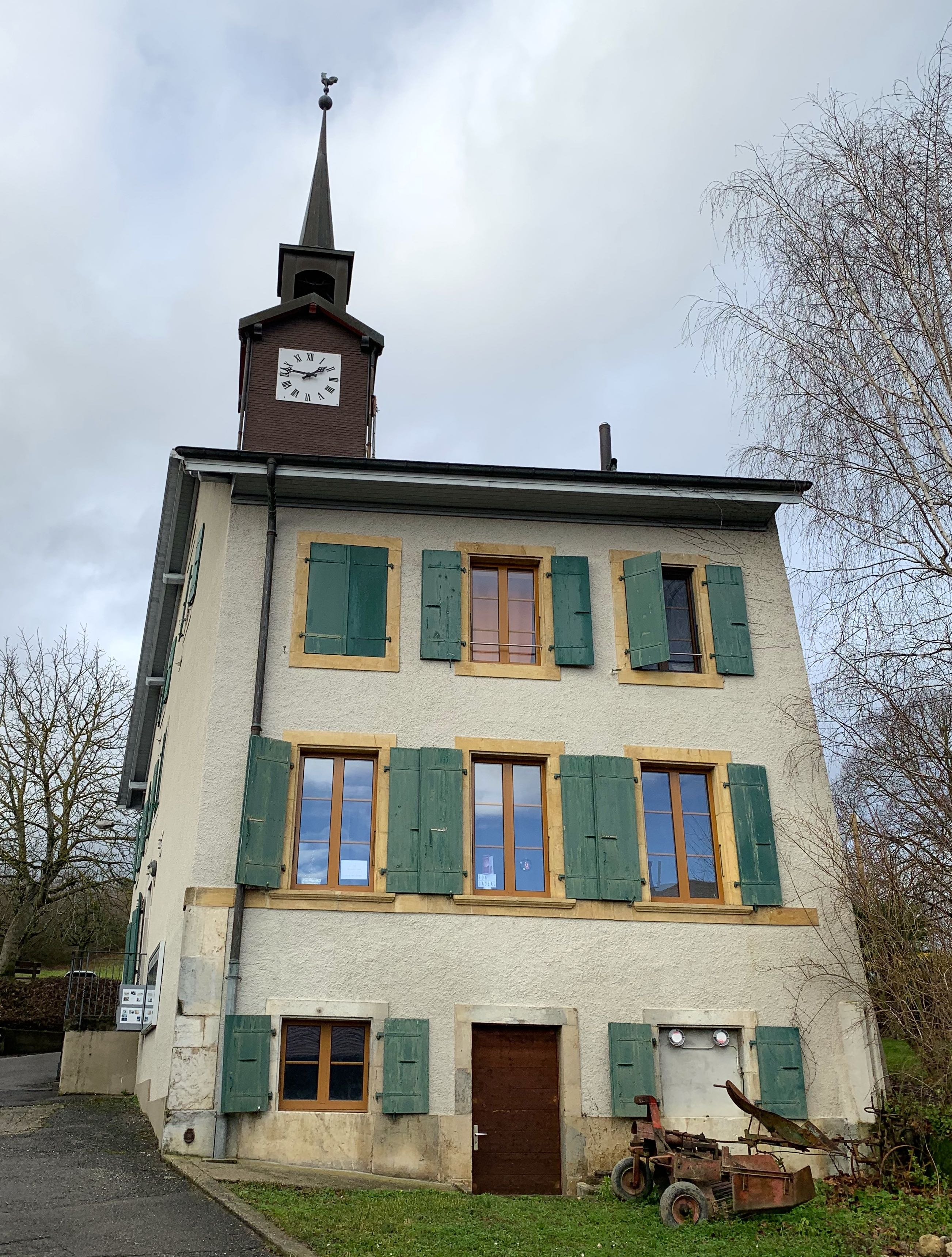
L'ancienne école communale.

Essert-sous-Champvent est mentionné pour la première fois en 1095 sous le nom d'Exertas.
Le 31 octobre 1890, un grand incendie a détruit quatre bâtiments et endommagé un cinquième.
Le clocher de l'école a été construit en 1922 et restauré en 1974, pour la somme de 70 000 francs. 
En septembre de cette même année, la Compagnie de chemin de fer des Transports Vallée de Joux, Yverdon-les-Bains, Sainte-Croix, d'Yverdon-les-Bains (Travys) a fermé la gare d'Essert, pour des raisons de rationalisation.
Le 1er janvier 2012, les communes d'Essert-sous-Champvent et Villars-sous-Champvent rejoignent la commune de Champvent.

## Toponymie
Le nom de lieu Essert ou Esserte serait le descendant du mot latin exartum : un lieu déboisé, défriché afin d'exploiter une terre et de la cultiver.

## Transports

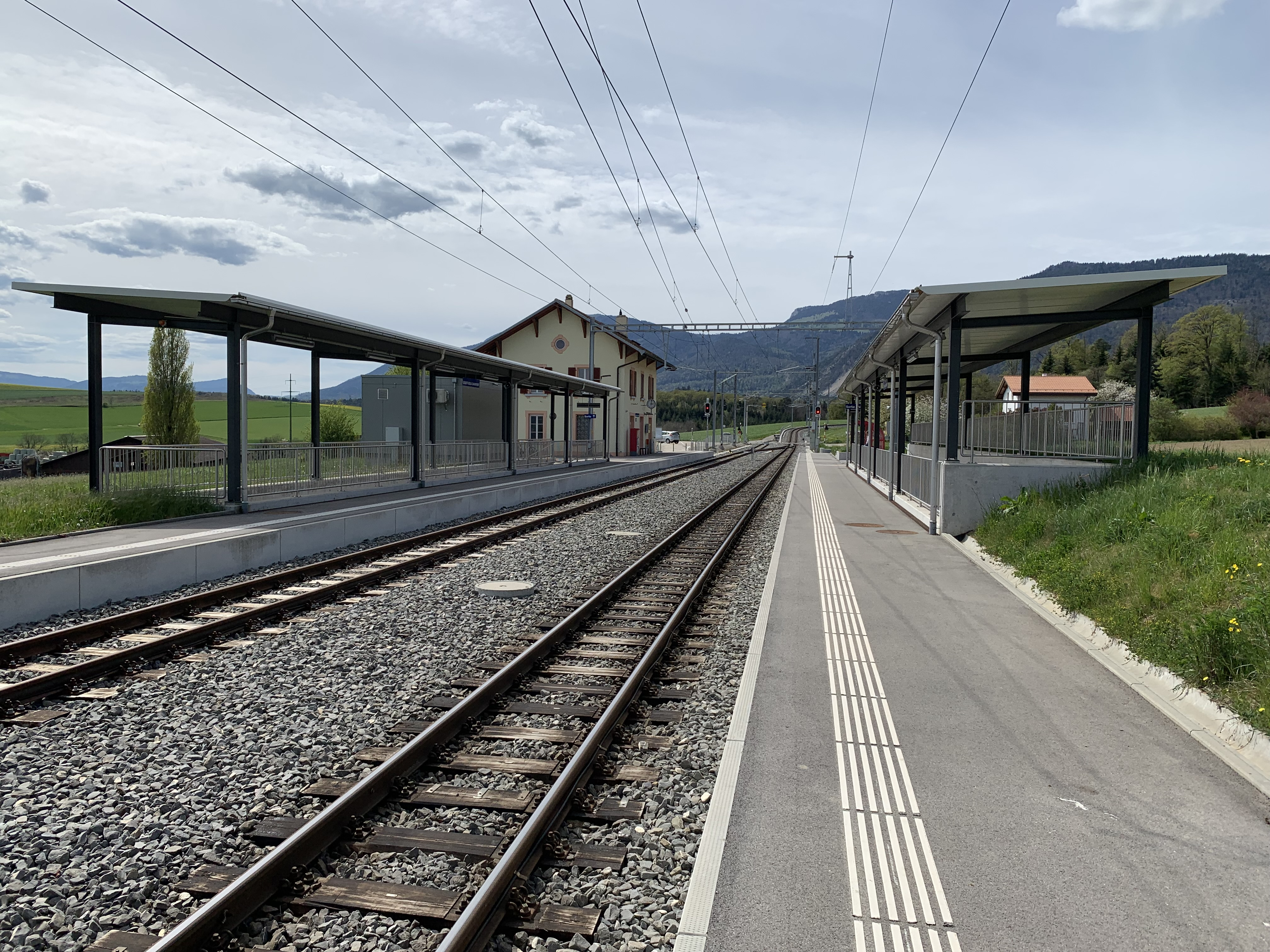
Gare Essert-sous-Champvent de la ligne Yverdon - Sainte-Croix

Le village est desservi par une halte (arrête sur demande) sur la ligne de chemin de fer Yverdon - Sainte-Croix ainsi que par un service de bus. Il est possible d'acheter un billet avec un distributeur automatique de titres de transport ou avec l'application des CFF.